# Kanuhelm

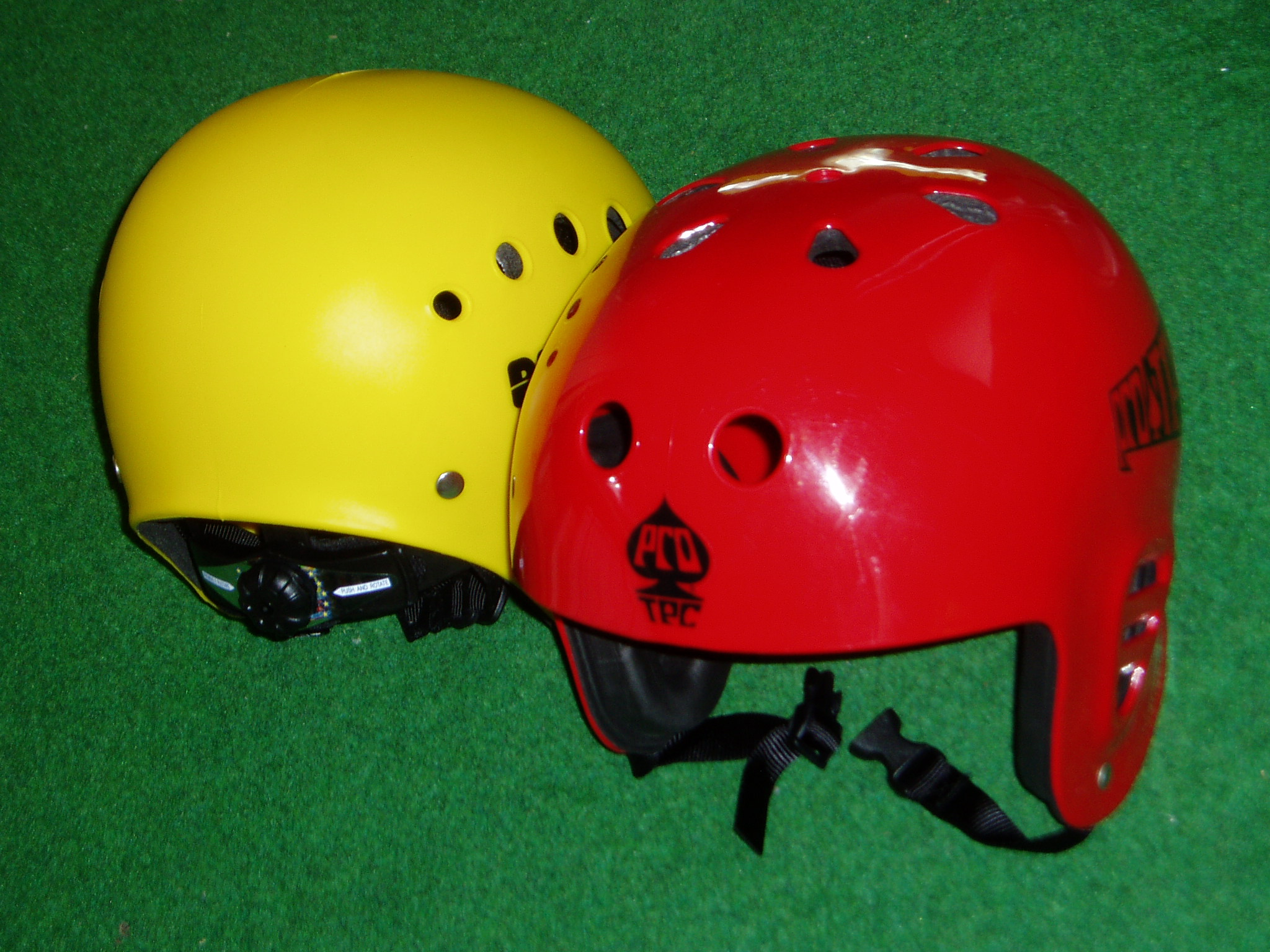
Zwei Slalom-Kanuhelme

Ein Kanuhelm ist ein Sporthelm für Kanuten, der Schädelverletzungen des Kanufahrers verhindern oder abmildern soll. Verletzungsgefahr besteht vor allem durch Felsen (über Wasser oder nach einer Kenterung unter Wasser, insbesondere in flachen Flüssen) und zu einem geringeren Teil durch den Zusammenstoß mit anderen Paddlern oder Gegenständen. In geringerem Ausmaß kann ein Kanuhelm auch gegen streifende Zweige, Kälte, Sonnenstich oder Ertrinken (siehe unten) helfen.
Der Kanuhelm wird beim Wildwasserpaddeln, Kanupolo und beim Seekajakfahren während der Fahrt in der Brandung oder bei Felsen getragen. Außerdem schützt er vor niedrigen Ästen auf Kleinflüssen oder einem Paddel bei Kanuspielen. 
Kanuhelme müssen eine Prüfung gemäß der EN 1385 bestehen. So muss das Herstellungsdatum angegeben sein, damit man keinen Helm mit Materialermüdung verwendet.  Nach einem Schlag auf den Helm sollte er ohnehin gewechselt werden, selbst wenn mit bloßem Auge keine äußerlichen Schäden erkennbar sind.

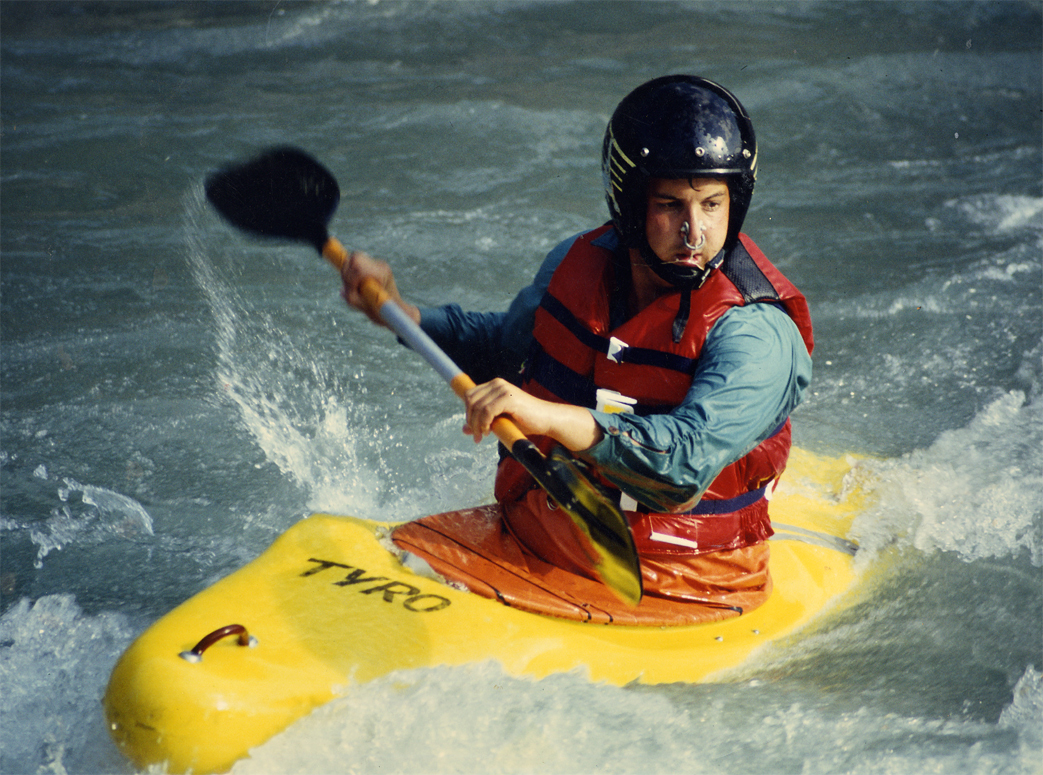
Wildwasserhelm mit Rundumschutz 1991

Neben der Schlagfestigkeit ist vor allem der feste Sitz entscheidend, weil neben ungeschützten Stellen auch ein falscher Zug am Kinnriemen zu Verletzungen führen kann. Der Helm sollte auf der Stirn bis zu den Augenbrauen und hinten fest bis ins Genick reichen. Dabei sollte er sich durch Druck nicht zu viel bewegen und nichts ins Genick rutschen. Kanuhelme gibt es in festen Größen und verstellbar mit unterschiedlichen Fittings oder Nackenbändern. Letztere sind insbesondere für den Kanuverleih, Schulen und im Verein vorteilhaft. Aber auch wenn man mal mit einer Neoprenhaube oder ohne fahren will, ist die Variabilität vorteilhaft. Zum Wiederauffinden des Kanuten ist auch die Farbe des Helms von Bedeutung.
Helme unterscheiden sich darin, wie sehr sie den Kopf umgeben. Es gibt den Full Cut Helm, der den gesamten Kopf umhüllt, und für Kanupolo zusätzlich mit einem Schutzgitter, ähnlich einer Facemask, ausgestattet ist. Es gibt auch Helme mit einem Kinnbügel. Bei einem Rundumschutz können allerdings die Verständigung, das Sichtfeld und die Atmung beeinträchtigt sein. Bei geringerer Gefährdung werden auch Half Cut, Side Cut oder Halbschalenhelme getragen. Diese können auch zusätzliche Ohrenschalen besitzen.

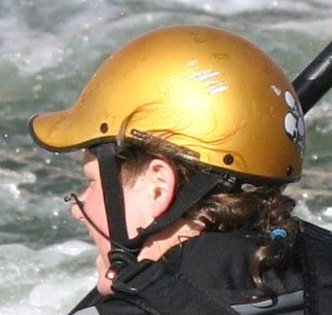
Wildwasserhelm mit ausgeprägtem Schirm

Umstritten sind die Meinungen zu Helmen, die vorn einen überstehenden Schirm ähnlich einer Schirmmütze haben. Davon erhoffen sich manche Wildwasserpaddler, dass sie an einem Helm, der ohne Luftlöcher an der Kopfoberfläche ausgestattet ist, unter strömendem Wasser vor dem Gesicht ein kleines Luftpolster schaffen; wenn ein Paddler etwa an einem Felsen festgeklemmt ist, soll die Strömung demnach über den Kopf des Paddlers und den Helmschirm laufen, aber nicht direkt ins Gesicht und damit in die Atemwege. Der Schirm schützt ferner die Stirn des Paddlers tiefer ins Gesicht als ein schirmloser Helm, der oberhalb der Augenbrauen endet. Auch kann ein Überstand an Stirn und Schläfen als zusätzliche Knautschzone bei einem Zusammenprall dienen. Schließlich kann der Schirm Sonnen- und Spritzwasserschutz (vor allem bei gesenktem Kopf, so beim Durchfahren von Wellen) bieten, wie auch der weiche Schirm einer unter dem Helm getragenen Baseballmütze oder ein Stoffschirm, der an einen Kanuhelm geklettet werden kann. Auf der anderen Seite kann ein Schirm durch Zug bei einem Sturz zu verminderter Schutzwirkung des Helms beitragen. 